# Besleria robusta
Besleria robusta är en tvåhjärtbladig växtart som beskrevs av John Donnell Smith. Besleria robusta ingår i släktet Besleria och familjen Gesneriaceae. Inga underarter finns listade i Catalogue of Life.

## Bildgalleri

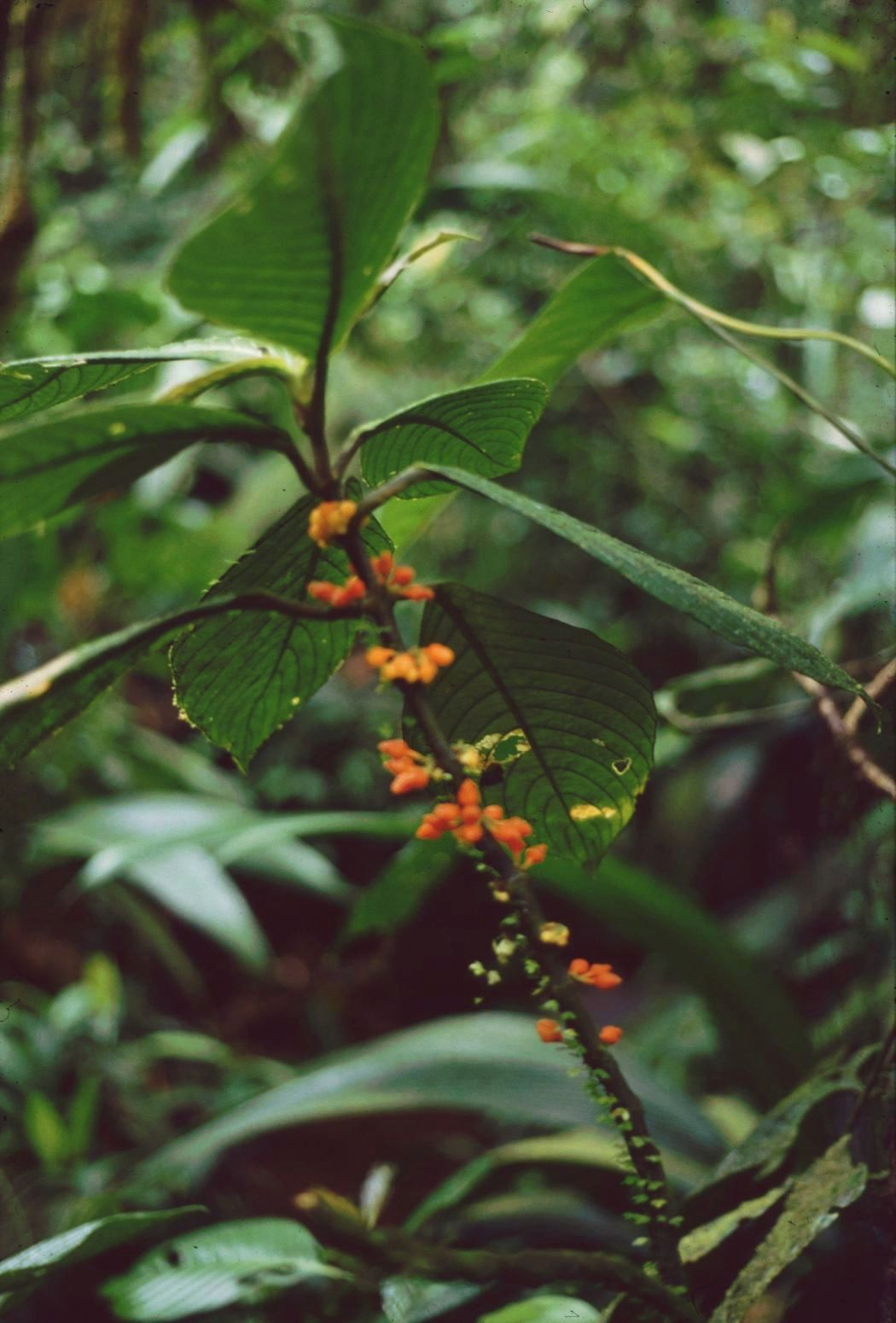